# Конный спорт на летних Олимпийских играх 1980 — личный конкур

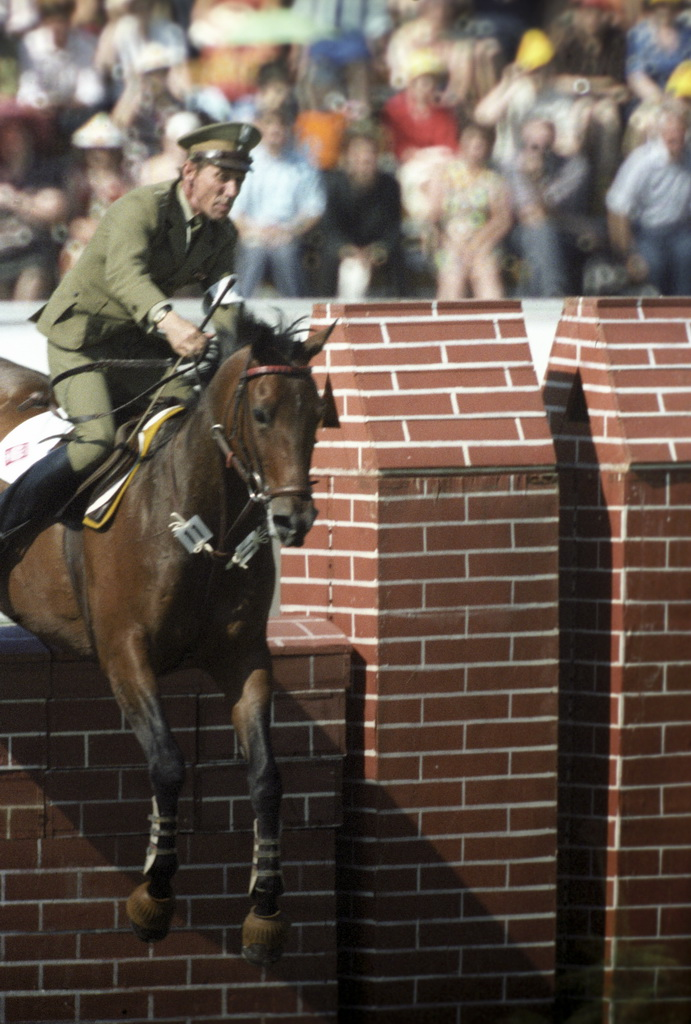
Ян Ковальчик на Артеморе, олимпийский чемпион от Польши

Соревнования по конному спорту в личном конкуре на летних Олимпийских играх 1980 года прошли 3 августа на Большой спортивной арене Центрального стадиона имени В. И. Ленина. В них приняли участие 16 конников из 7 стран мира. Составлением маршрута для конников занимался многократный чемпион СССР по конному спорту Вячеслав Картавский: высота барьера составляла до 170 см. Судьями были поляк Эрик Брабец и бельгиец Антуан Дюмон де Шассар.
Чемпионом Олимпийских игр в конкуре стал поляк Ян Ковальчик, выступавший на жеребце по кличке Артемор — эта золотая медаль является первой и единственной в активе польской сборной по конному спорту. Ковальчик набрал всего 8 штрафных баллов. Второе место и серебряная медаль достались советскому ездоку Николаю Королькову, выступавшему на Эспадроне и набравшему 9,5 штрафных баллов. Розыгрыш бронзовой медали стал драматичнейшим — исторический шанс имели гватемалец Освальдо Мендес и его жеребец Алимони, который набрал одинаковое число баллов с мексиканцем Хоакином Пересом и его лошадью Пампой, однако в перепрыжке мексиканец всё-таки взял бронзовую медаль, завершив перепрыжку на секунду быстрее Переса (Гватемала завоевала свою первую награду только в 2012 году в лёгкой атлетике).
Из 16 спортсменов только шесть набрали не более 16 штрафных баллов, а ещё два ездока сошли с дистанции: мексиканец Хесус Гомес и жеребец Массакре были дисквалифицированы, а болгарин Димитр Генов и Макбет не финишировали.

## Результаты
| Место | Спортсмен                | Жеребец        | НОК       | Штраф | Перепрыжка       |
| 1     | Ян Ковальчик             | Артемор        | Польша    | 8.00  |                  |
| 2     | Николай Корольков        | Эспадрон       | СССР      | 9.50  |                  |
| 3     | Хоакин Перес             | Алимони        | Мексика   | 12.00 | 4.00 (43,23 сек) |
| 4     | Освальдо Мендес          | Пампа          | Гватемала | 12.00 | 4.00 (43,59 сек) |
| 5     | Виктор Погановский       | Топкий         | СССР      | 15.50 |                  |
| 6     | Веслав Хартман           | Нортон         | Польша    | 16.00 |                  |
| 7     | Барнабаш Хевеши          | Богем          | Венгрия   | 24.00 |                  |
| 8     | Марьян Козицкий          | Бремен         | Польша    | 24.50 |                  |
| 9     | Вячеслав Чуканов         | Гепатит        | СССР      | 24.75 |                  |
| 10    | Борис Павлов             | Монблан        | Болгария  | 26.50 |                  |
| 11    | Альберто Вальдес-младший | Леди Мирка     | Мексика   | 28.00 |                  |
| 12    | Кристофер Вегелиус       | Мандэй Морнинг | Финляндия | 30.25 |                  |
| 13    | Никола Димитров          | Валс           | Болгария  | 36.25 |                  |
| 14    | Ференц Кручо             | Вадрожа        | Венгрия   | 40.25 |                  |
| -     | Димитр Генов             | Макбет         | Болгария  | DNF   |                  |
| -     | Хесус Гомес              | Массакре       | Мексика   | DSQ   |                  |